# A Hős6os: A sorozat epizódjainak listája
Ez a lista a Hős6os: A sorozat című amerikai sorozat epizódjainak felsorolását tartalmazza.

## Évadok
| Évad | Évad | Epizódok | Eredeti sugárzás     | Eredeti sugárzás  | Magyar sugárzás   | Magyar sugárzás     |
| Évad | Évad | Epizódok | Évadpremier          | Évadfinálé        | Évadpremier       | Évadfinálé          |
| ---- | ---- | -------- | -------------------- | ----------------- | ----------------- | ------------------- |
|      | 1    | 24       | 2017. november 20.   | 2018. október 13. | 2018. október 15. | 2019. december 19.  |
|      | 2    | 25       | 2019. május 6.       | 2020. február 8.  | 2021. július 19.  | 2021. augusztus 20. |
|      | 3    | 10       | 2020. szeptember 21. | 2021. február 15. | 2021. október 2.  | 2021. október 31.   |

## 1. évad
| #   | #   | Eredeti cím                    | Magyar cím             | Rendezte                                 | Írta                                                      | Eredeti premier      | Magyar premier     |
| --- | --- | ------------------------------ | ---------------------- | ---------------------------------------- | --------------------------------------------------------- | -------------------- | ------------------ |
| 1.  | 1.  | Baymax Returns                 | Baymax visszatér       | Stephen Heneveld & Ben Juwono            | Sharon Flynn, Paiman Kalayen                              | 2017. november 20.   | 2018. október 15.  |
| 2.  | 2.  | Fred's Bro-Tillion             | Fred bratyótánca       | Stephen Heneveld                         | Sharon Flynn                                              | 2018. június 9.      | 2018. október 18.  |
| 3.  | 3.  | Big Roommates 2                | Szobatársak            | Kathleen Good                            | Jeff Poliquin                                             | 2018. június 9.      | 2018. október 17.  |
| 4.  | 4.  | Issue 188                      | A 188-as szám          | Ben Juwono                               | Bill Motz & Bob Roth                                      | 2018. június 10.     | 2018. október 16.  |
| 5.  | 5.  | Food Fight                     | Kajacsata              | Kathleen Good                            | Noelle Stevenson                                          | 2018. június 10.     | 2018. október 19.  |
| 6.  | 6.  | Muirahara Woods                | A varázserdő           | Stephen Heneveld                         | Sharon Flynn                                              | 2018. június 16.     | 2018. október 22.  |
| 7.  | 7.  | Failure Mode                   | Bukta üzemmód          | Kenny Byerly                             | Kathleen Good                                             | 2018. június 23.     | 2018. október 23.  |
| 8.  | 8.  | Aunt Cass Goes Out             | Cass néni randija      | Stephen Heneveld                         | Jeff Poliquin                                             | 2018. június 30.     | 2018. október 24.  |
| 9.  | 9.  | The Impatient Patient          | Nyughatatlan beteg     | Kathleen Good                            | Bob Schooley & Mark McCorkle                              | 2018. július 7.      | 2018. október 25.  |
| 10. | 10. | Mr. Sparkles Loses His Sparkle | Nincs több rivaldafény | Kathleen Good                            | Paiman Kalayen                                            | 2018. július 14.     | 2018. október 26.  |
| 11. | 11. | Killer App                     | A gyilkos applikáció   | Ben Juwono                               | Daniel Dominguez                                          | 2018. július 21.     | 2018. október 29.  |
| 12. | 12. | Small Hiro One                 | A hős fiúcska          | Stephen Heneveld                         | Jenny Jaffe                                               | 2018. július 28.     | 2018. október 30.  |
| 13. | 13. | Kentucky Kaiju                 | Szupererő              | Ben Juwono                               | Sharon Flynn                                              | 2018. augusztus 4.   | 2018. október 31.  |
| 14. | 14. | Rivalry Week                   | Rivali hét             | Stephen Heneveld                         | Han-Yee Ling                                              | 2018. augusztus 11.  | 2018. november 1.  |
| 15. | 15. | Fan Friction                   | Hős sztori             | Ben Juwono                               | Jenny Jaffe                                               | 2018. augusztus 18.  | 2018. november 2.  |
| 16. | 16. | Mini-Max                       | Mini-Max               | Kathleen Good & Kenji Ono                | Paiman Kalayeh                                            | 2018. augusztus 25.  | 2018. november 5.  |
| 17. | 17. | Big Hero 7                     | A Hős7es               | Kenji Ono                                | Sharon Flynn                                              | 2018. szeptember 8.  | 2019. február 27.  |
| 18. | 18. | Big Problem                    | Szörnyzűr              | Stephen Heneveld                         | Jenny Jaffe                                               | 2018. szeptember 15. | 2018. november 6.  |
| 19. | 19. | Steamer's Revenge              | Von Gőzös bosszúja     | Ben Juwono                               | Paiman Kalayeh                                            | 2018. szeptember 22. | 2018. november 7.  |
| 20. | 20. | The Bot Fighter                | Robotharcos            | Kenji Ono                                | Han-Yee Ling                                              | 2018. szeptember 29. | 2018. november 8.  |
| 21. | 21. | Obake Yashiki                  | Rettegés               | Stephen Heneveld                         | Sharon Flynn                                              | 2018. október 6.     | 2018. november 9.  |
| 22. | 22. | Countdown to Catastrophe       | A katasztrófa küszöbén | Stephen Heneveld, Ben Juwono & Kenji Ono | Sharon Flynn, Paiman Kalayeh, Han-Yee Ling, Jeff Poliquin | 2018. október 13.    | 2019. február 28.  |
| 23. | 23. | Countdown to Catastrophe       | A katasztrófa küszöbén | Stephen Heneveld, Ben Juwono & Kenji Ono | Sharon Flynn, Paiman Kalayeh, Han-Yee Ling, Jeff Poliquin | 2018. október 13.    | 2019. december 19. |
| 24  | 24. | Countdown to Catastrophe       | A katasztrófa küszöbén | Stephen Heneveld, Ben Juwono & Kenji Ono | Sharon Flynn, Paiman Kalayeh, Han-Yee Ling, Jeff Poliquin | 2018. október 13.    | 2019. március 4.   |

## 2. évad
| #                | #                | Eredeti cím               | Magyar cím              | Rendezte                     | Írta                                      | Eredeti premier      | Magyar premier      |
| City of Monsters | City of Monsters | City of Monsters          | City of Monsters        | City of Monsters             | City of Monsters                          | City of Monsters     | City of Monsters    |
| ---------------- | ---------------- | ------------------------- | ----------------------- | ---------------------------- | ----------------------------------------- | -------------------- | ------------------- |
| 25               | 1.               | Internabout               | Gyakornokok             | Stephen Heneveld             | Jenny Jaffe                               | 2019. május 6.       | 2021. július 19.    |
| 26.              | 2.               | Seventh Wheel             | Buzgó mócsing           | Kenji Ono                    | Paiman Kalayeh                            | 2019. május 7.       | 2021. július 20.    |
| 27.              | 3.               | Prey Date                 | Szörny randi            | Ben Juwono                   | Han-Yee Ling                              | 2019. május 8.       | 2021. július 21.    |
| 28.              | 4.               | Something's Fishy         | Szirének                | Stephen Heneveld             | Sharon Flynn                              | 2019. május 9.       | 2021. július 22.    |
| 29.              | 5.               | Nega-Globby               | Nega-Taknyi             | Ben Juwono                   | Sharon Flynn                              | 2019. május 10.      | 2021. július 23.    |
| 30.              | 6.               | The Fate of the Roommates | Szobatársak örökre      | Kenji Ono                    | Jeff Poliquin                             | 2019. május 13.      | 2021. július 26.    |
| 31.              | 7.               | Muira-Horror!             | Szörny bőrben           | Stephen Heneveld             | Jenny Jaffe                               | 2019. május 14.      | 2021. július 27.    |
| 32.              | 8.               | Something Fluffy          | Cuki veszély            | Kenji Ono                    | Han-Yee Ling                              | 2019. május 15.      | 2021. július 28.    |
| 33.              | 9.               | Supersonic Sue            | Szuperszonikus          | Ben Juwono                   | Paiman Kalayeh                            | 2019. május 16.      | 2021. július 29.    |
| 34.              | 10.              | Lie Detector              | PoliMax                 | Stephen Heneveld             | Sharon Flynn                              | 2019. május 17.      | 2021. július 30.    |
| 35.              | 11.              | Write Turn Here           | Hőssztori sokféleképpen | Ben Juwono                   | Han-Yee Ling                              | 2019. szeptember 3.  | 2021. augusztus 2.  |
| 36.              | 12.              | City of Monsters          | Szörnyek városa         | Kenji Ono                    | Jenny Jaffe                               | 2019. szeptember 4.  | 2021. augusztus 3.  |
| 37.              | 13.              | City of Monsters          | Szörnyek városa         | Stephen Heneveld             | Jeff Poliquin                             | 2019. szeptember 5.  | 2021. augusztus 4.  |
| Fugitives        |                  |                           |                         |                              |                                           |                      |                     |
| 38.              | 14.              | Mini-Maximum Trouble      | Mini-Maximum zavar      | Kenji Ono                    | Sharon Flynn                              | 2019. szeptember 6.  | 2021. augusztus 5.  |
| 39.              | 15.              | El Fuego                  | El Fuego                | Stephen Heneveld             | Paiman Kalayeh                            | 2019. szeptember 9.  | 2021. augusztus 6.  |
| 40.              | 16.              | The Globby Within         | Nega-Taknyi visszavág   | Trey Buongiorno & Ben Juwono | Jenny Jaffe                               | 2019. szeptember 10. | 2021. augusztus 9.  |
| 41.              | 17.              | Hardlight                 | A játékos               | Kenji Ono                    | Han-Yee Ling                              | 2019. szeptember 11. | 2021. augusztus 10. |
| 42.              | 18.              | The Present               | A csomag                | Stephen Heneveld             | Sharon Flynn                              | 2019. december 7.    | 2021. augusztus 17. |
| 43.              | 19.              | Hiro the Villain          | Rossz Hiro              | Trey Buongiorno              | Jeff Poliquin                             | 2020. január 4.      | 2021. augusztus 11. |
| 44.              | 20.              | Portal Enemy              | Túl a kapun             | Stephen Heneveld             | Sharon Flynn                              | 2020. január 11.     | 2021. augusztus 12. |
| 45.              | 21.              | Fred the Fugitive         | Fred, a szökevény       | Kenji Ono                    | Paiman Kalayeh                            | 2020. január 18.     | 2021. augusztus 13. |
| 46.              | 22.              | Major Blast               | Régi ellenfél           | Trey Buongiorno              | Jenny Jaffe                               | 2020. január 25.     | 2021. augusztus 16. |
| 47.              | 23.              | Fear Not                  | Lámpaláz                | Trey Buongiorno              | Paiman Kalayeh                            | 2020. február 1.     | 2021. augusztus 18. |
| 48.              | 24.              | Legacies                  | Forradalom              | Stephen Heneveld & Kenji Ono | Han-Yee Ling, Jenny Jaffe & Jeff Poliquin | 2020. február 8.     | 2021. augusztus 19. |
| 49.              | 25.              | Legacies                  | Forradalom              | Stephen Heneveld & Kenji Ono | Han-Yee Ling, Jenny Jaffe & Jeff Poliquin | 2020. február 8.     | 2021. augusztus 20. |

## 3. évad
| #   | #   | Eredeti cím                          | Magyar cím             | Rendezte                            | Írta                                         | Eredeti premier      | Magyar premier    |
| --- | --- | ------------------------------------ | ---------------------- | ----------------------------------- | -------------------------------------------- | -------------------- | ----------------- |
| 50. | 1.  | The Hyper-Potamus Pizza-Party-Torium | Törésvonal             | Trey Buongiorno és Stephen Heneveld | Jeff Poliquin, Mark McCorkle és Bob Schooley | 2020. szeptember 21. | 2021. október 2.  |
| 51. | 2.  | Mayor for a Day                      | Polgármester egy napra | Kenji Ono                           | Paiman Kalayeh                               | 2020. szeptember 28. | 2021. október 3.  |
| 51. | 2.  | The Dog Craze of Summer              | Kutyabaj               | Trey Buongiorno                     | Han-Yee Ling                                 | 2020. szeptember 28. | 2021. október 3.  |
| 52. | 3.  | Trading Chips                        | Max-csere              | Stephen Heneveld                    | Paiman Kalayeh                               | 2020. október 5.     | 2021. október 9.  |
| 52. | 3.  | Mini Noodle Burger Max               | Kényszercsapat         | Kenji Ono                           | Ricky Roxburgh                               | 2020. október 5.     | 2021. október 9.  |
| 53. | 4.  | A Friendly Face                      | Nyuszi busz            | Trey Buongiorno                     | Paiman Kalayeh és Jeff Poliquin              | 2020. október 12.    | 2021. október 10. |
| 53. | 4.  | Big Chibi 6                          | A kis Hős6os           | Kenji Ono                           | Han-Yee Ling                                 | 2020. október 12.    | 2021. október 10. |
| 54. | 5.  | Cobra and Mongoose                   | Kobra és Mongúz        | Stephen Heneveld                    | Jeff Poliquin                                | 2020. október 26.    | 2021. október 16. |
| 54. | 5.  | Better Off Fred                      | Stréber szerelem       | Kenji Ono                           | Ricky Roxburgh                               | 2020. október 26.    | 2021. október 16. |
| 55. | 6.  | Big Hero Battle                      | Szuperhős párbaj       | Trey Buongiorno                     | Han-Yee Ling                                 | 2020. november 2.    | 2021. október 17. |
| 55. | 6.  | Go Go the Woweroo                    | Hűha GoGo              | Stephen Heneveld                    | Paiman Kalayeh                               | 2020. november 2.    | 2021. október 17. |
| 56. | 7.  | The New Nega-Globby                  | Okostóni               | Kenji Ono                           | Jeff Poliquin                                | 2020. november 9.    | 2021. október 23. |
| 56. | 7.  | De-Based                             | Alapállapot            | Trey Buongiorno                     | Han-Yee Ling                                 | 2020. november 9.    | 2021. október 23. |
| 57. | 8.  | The MiSFIT                           | A mégkisebb zseni      | Johnny Castuciano, Stephen Heneveld | Ricky Roxburgh                               | 2021. február 1.     | 2021. október 24. |
| 57. | 8.  | Return to Sycorax                    | Harapós kaja           | Kenji Ono                           | Paiman Kalayeh                               | 2021. február 1.     | 2021. október 24. |
| 58. | 9.  | A Fresh Sparkles                     | Csalánvirág            | Trey Buongiorno                     | Ricky Roxburgh                               | 2021. február 8.     | 2021. október 30. |
| 58. | 9.  | Noodle Burger Ploy                   | A hasonmás             | Johnny Castuciano, Stephen Heneveld | Han-Yee Ling                                 | 2021. február 8.     | 2021. október 30. |
| 59. | 10. | Krei-oke Night                       | Krei-oke               | Trey Buongiorno                     | Bob Schooley, Mark McCorkle                  | 2021. február 15.    | 2021. október 31. |
| 59. | 10. | The Mascot Upshot                    | Kabala-csapda          | Kenji Ojo                           | Jeff Poliquin                                | 2021. február 15.    | 2021. október 31. |

## Kisfilmek
| #  | #  | Eredeti cím            | Magyar cím                   | Eredeti premier  | Magyar premier                                                  |
| -- | -- | ---------------------- | ---------------------------- | ---------------- | --------------------------------------------------------------- |
| 1. | 1. | Baymax and Fred        | Baymax és Fred               | 2018. május 31   | 2020. december 13. (Disney Channel)                             |
| 2. | 2. | Baymax and Go Go       | Baymax görkorcsolyázni tanul | 2018. június 1.  | 2018. december 4. (YouTube) 2020. december 13. (Disney Channel) |
| 3. | 3. | Baymax and Wasabi      | Baymax jógázik               | 2018. június 6.  | 2020. december 14. (Disney Channel)                             |
| 4. | 4. | Baymax and Hiro        | Baymax túlpörög              | 2018. június 14. | 2018. december 29. (YouTube)                                    |
| 5. | 5. | Baymax and Mochi       | Baymax, a cicaszitter        | 2018. június 18. | 2018. december 31.(YouTube) 2020. december 23. (Disney Channel) |
| 6. | 6. | Baymax and Honey Lemon | Baymax felfedezi a teniszt   | 2018. június 20. | 2018. december 25. (YouTube)                                    |